# Kagg
Kagg och Kagge var namnet på ett antal numera utdöda svenska adelsätter. Släkten Kagg förekommer i Södermanland och Västergötland, men antas ha sitt ursprung  i Uppland.

## Adliga ätten Kagg med okänt nummer
En första ätt Kagg, av gammal svensk adel, introducerades på Riddarhuset redan vid dettas inrättande 1625 och uppflyttades 1642 i den så kallade "riddarklassen". 

## Friherrliga ätten Kagg nr 27
Adliga ätten Kagg med okänt nummer upphöjdes 1651 i sin helhet i friherrevärdighet. Genom att ätten på detta sätt utgick som adlig innan den ännu gällande numreringen av Riddarhusets ätter slutligt etablerades 1727 saknar den ättenummer i sin ursprungliga värdighet. Som friherrlig ätt erhöll den dock i sinom tid nummer 27. Den introducerades 1652 och utdog 1772.

## Grevliga ätten Kagg nr 18
En medlem av ätten, riksrådet och fältmarskalken Lars Kagg (1595–1661), upphöjdes 1653 i grevlig värdighet och introducerades som sådan 1654 med nummer 18. Lars Kagg slöt dock själv denna grevliga ätt endast sju år senare.

## Adliga ätten Kagg nr 68
Ytterligare en adlig ätt Kagg introducerades även den 1625 och erhöll så småningom nummer 68. Denna uppflyttades år 1778 i den då återupprättade riddarklassen, men utgick med Bengt Gabriel Kagg 1790.